# Cherubin (biskup poznański)
Cherubin (zm. ok. 1180) – biskup poznański prawdopodobnie od 1172. 
Przed objęciem biskupstwa był kanclerzem Mieszka Starego (ok. 1167). Jako biskup poznański uczestniczył w synodzie w Łęczycy w 1180 roku. Niedługo po tym zjeździe zapewne zmarł, gdyż według wypisu z Antiquitatum monasterii Lubinensis już ok. 1180 roku jego następca Arnold wydał przywilej dla opactwa w Lubiniu.
Władysław Semkowicz identyfikuje go jako ojca rycerza Jana poświadczonego w dokumentach z 1228 i 1230 oraz protoplastę rodu Sulimów. Od biskupa Cherubina pochodzi zapewne nazwa miejscowości Cherubinowice w sandomierskim, która później należała do dóbr rodowych Sulimów.
Rocznik Lubiński z końca XIII wieku błędnie podaje, jakoby sprawował swój urząd od 1164 i zmarł w 1172. Przyjmuje się, że w Roczniku doszło do zamiany kolejności Radwana i Cherubina.